# Selenophorus ellipticus
Selenophorus ellipticus är en skalbaggsart som beskrevs av Pierre François Marie Auguste Dejean. Selenophorus ellipticus ingår i släktet Selenophorus och familjen jordlöpare. Inga underarter finns listade i Catalogue of Life.